# 响洪甸水库
响洪甸水库位于中国安徽省六安市金寨县，是以防洪、灌溉、发电为主要功能的大型水库，也是治理淮河的重要水利工程之一。
水库由上库，下库两部分组成。上库于1956年4月开工，1958年7月竣工，库容26.32亿立方米。1996年在大坝下游8千米处建设反调节水库，是为下库，库容950万立方米，2000年竣工。
1957年8月至1961年4月，建成水力发电站。2000年建成抽水蓄能电站。
响洪甸水库是淠史杭灌区的主要水源之一，目前灌溉面积达297万亩。